# Medium (TV-serie)
Medium är en amerikansk dramaserie som sändes 2005–2011. Den handlar om en kvinna (spelad av Patricia Arquette) som arbetar som researcher i kraft av sina förmågor som medium för distriktsåklagaren i Phoenix, Arizona. Serien är baserad på verklighetens Allison DuBois, som säger sig ha arbetat med kriminalfall tillsammans med polisen.

## Handling
Allison DuBois (Patricia Arquette) är en viljestark trebarnsmamma, en hängiven hustru och juridikstudent, som börjar misstänka att hon kan tala med döda människor, se framtiden i sina drömmar, och läsa människors tankar. Skrämd av insikten, och oroad för sitt psykiska tillstånd, vänder hon sig till sin man Joe (Jake Weber) för stöd. Joe, som arbetar som rymdingenjör, börjar snart - trots sitt mycket rationella tankesätt - tro på att det hans fru berättar faktiskt är sant. Det börjar med att Allison får en mycket detaljrik dröm om ett mord i Texas - en dröm som visar sig vara helt sann.
Den stora utmaningen blir nu för Allison att övertyga sin chef, distriktsåklagare Manuel Devalos (Miguel Sandoval) - samt andra tvivlande inom rättsväsendet - om att hennes psykiska förmågor kan ge polisen övertaget när det gäller att lösa våldsamma och hemska brott, vars hemligheter oftast gömmer sig med de som blivit begravda. Information om vissa nyckelpersoner kommer i väldigt kryptisk form till Allison i hennes drömmar eller visioner, och oftast är saker inte riktigt vad de ser ut att vara.
Alla Allisons tre döttrar verkar ha ärvt moderns gåva; både Ariel (Sofia Vassilieva) och Bridgette (Maria Lark) får då och då visioner eller drömmar - och dessa kommer oftast till dem då deras mamma famlar i mörkret efter svar på sina egna drömmar. I säsong 3 visar det sig att även makarna DuBois yngsta dotter, Marie (Madison och Miranda Carabello), verkar vara begåvad med paranormala förmågor. Just nu är dock hennes enda förmåga att kunna se på en TV-kanal som familjen inte abonnerar på. Bridgette verkar aldrig besvärad över sina förmågor, medan Ariel oftast har det jobbigare när det gäller att handskas med en gåva som hon vet väldigt lite om.
Allisons yngre halvbror, Michael "Lucky", har även han "familjegåvan", men gillar inte att bejaka den, eftersom den oftast verkar ge honom problem.
Allison arbetar ofta tillsammans med kriminalinspektör Lee Scanlon (David Cubitt), som till en början inte trodde på hennes förmågor. Allison bryter ofta mot lagar och regler när hon är fast besluten att stoppa ett brott som hon haft en vision/dröm om från att inträffa. Hon har även ibland hjälp en viss kapten Kenneth Push (Arliss Howard) från Texas Rangers när han behövt. Han var också den första inom rättsväsendet som hon anförtrodde sin hemlighet.

## Om serien
Serien skapades av Glenn Gordon Caron och producerades av Picturemaker Productions och Grammnet Productions i samarbete med CBS Paramount Television.
I Sverige sändes serien på TV4 Plus, måndagar kl. 22:00-22:55. Efter många spekulationer så blev det den 15 november 2010 klart att serien läggs ner, produktionsbolaget kapade säsong 7 från 22 till 13 avsnitt redan den 26 oktober, men utan att meddela anledningen. 

## Rollista i urval
- Patricia Arquette - Allison DuBois, medium
- Jake Weber - Joe DuBois, Allisons make, ingenjör
- Miguel Sandoval - Manuel Devalos, Allisons chef och distriktsåklagare i Phoenix
- Sofia Vassilieva - Ariel DuBois, Allisons och Joes äldsta dotter
- Maria Lark - Bridgette DuBois, Allisons och Joes mellandotter
- David Cubitt - Lee Scanlon, kriminalinspektör
- Madison & Miranda Carabello - Marie DuBois, Allisons och Joes yngsta dotter
- Tina DiJoseph - Lynn DiNovi, vice borgmästare
- Ryan Hurst/David Arquette - Michael "Lucky" Benoit, Allisons halvbror (säsong 1-3, 7)
- Arliss Howard - Kenneth Push, kapten för Texas Rangers (säsong 1-3)
- Holliston Coleman - Hannah, Ariels bästa vän (säsong 1-6)
- Bruce Gray - Mr. Dubois, Joes far (säsong 1-7)
- Kathy Baker - Mrs. Marjorie Dubois, Joes mor (säsong 1-7)
- Margo Martindale - medium och mentor till Allison (säsong 1-4)
- Olivia Sandoval - Mannys dotter (spelas av Miguel Sandovals verkliga dotter) (säsong 3 & 6)
- Kurtwood Smith - Edward Cooper, FBI-agent (säsong 3-5)
- Roxanne Hart - Lily Devalos, Manuels hustru (säsong 3-7)
- John Prosky - Tom Van Dyke, f.d. distriktsåklagare och Manuels rival (säsong 3-4)
- Anjelica Huston - Cynthia Keener, utredare på AmeriTips (säsong 4-5)
- Annamarie Kenoyer - Ashley Whitaker, Ariels vän (säsong 5-6)